# Flessenpost

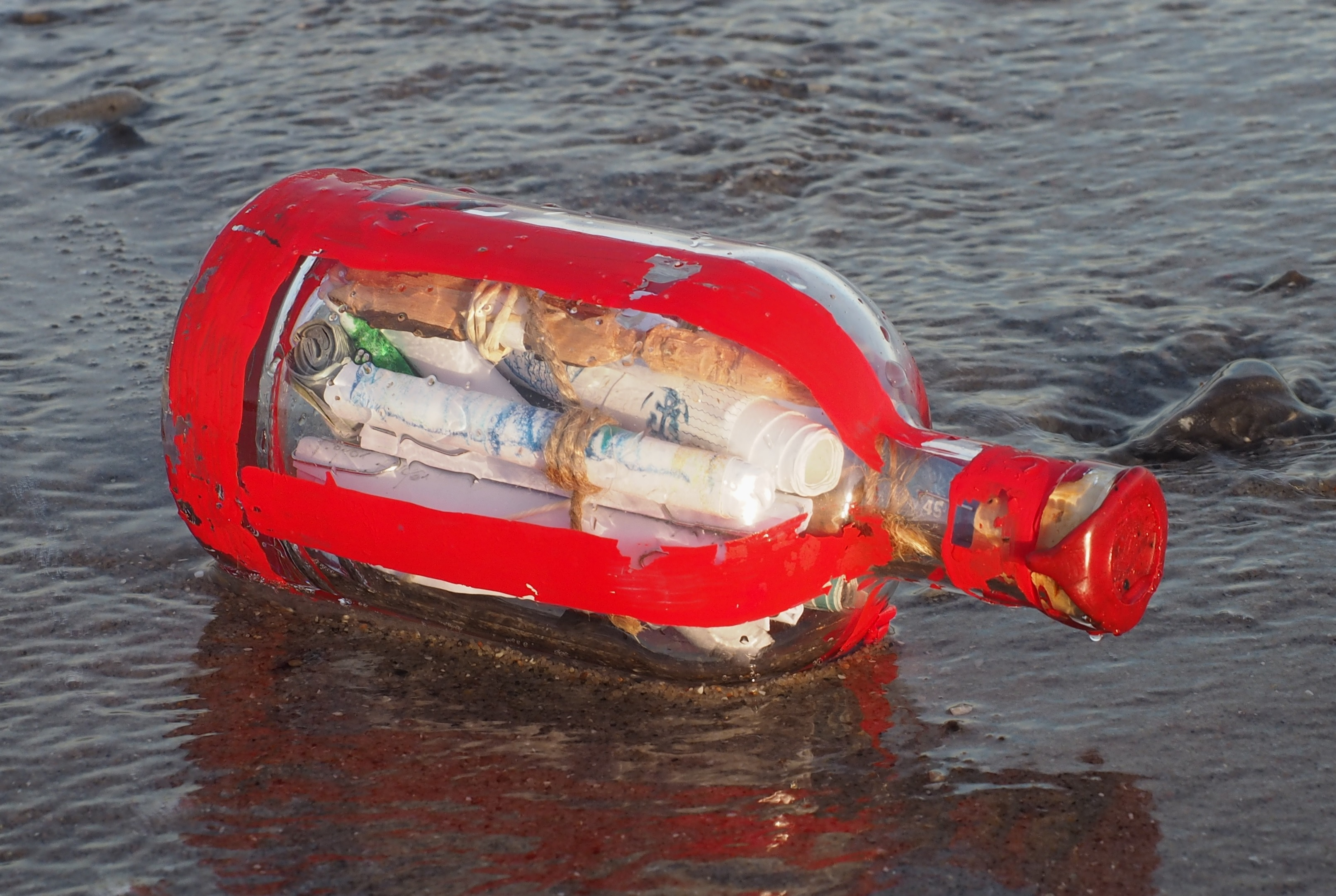
Flessenpost

Flessenpost (vroeger ook hypopontograaf (onderzeepost) of Neptunuspost genoemd) is een vorm van communiceren waarbij een brief(je) in een fles naar een onbekende ontvanger wordt opgestuurd via het water. De fles wordt meestal in zee gegooid, maar flessenpost kan ook in een rivier.

## Toepassingen
Flessenpost werd gebruikt door zeelieden, soms als grap, maar ook soms als uiterste noodkreet of -oproep. Zij gooiden een fles met daarin een mededeling overboord, in de hoop dat de fles ergens heel zou aanspoelen en een lezer zou bereiken. Vaak bevatte de fles een laatste mededeling of wens voor de familie van in nood verkerende opvarenden.
Ook werd flessenpost gebruikt voor onderzoek naar zeestromingen. Het doel was daarmee efficiënte vaarroutes te vinden. Zo liep er een experiment hiermee tussen 1864 en 1933 door Duitse kapiteins.
Flessenpost wordt soms ook door anderen dan zeelieden gebruikt, als grap of als wedstrijd om te kijken welk flessenpostbericht het eerst een lezer zou kunnen bereiken. Dit gebruik is vergelijkbaar met een ballonnenwedstrijd. Een grote flessenposter is de Belgische visser Franky de Vriendt. Elke nacht zet hij minstens één fles overboord, soms verscheidene. Op 26 augustus 2004 spoelden er in Zandvoort negen aan. In juttersmusea zijn nog vele andere voorbeelden van flessenpost te vinden.
Flessenpost is zelfs gebruikt voor spionage: Sieds van Straten uit Dokkum begon na de Duitse inval in 1940 met het verzamelen van militaire gegevens door heel Nederland. Aangezien er geen verbindingen waren met Engeland, wist hij niets beters te doen dan zijn rapporten in groene flessen te stoppen en bij Rotterdam in de Nieuwe Waterweg te gooien. Van die flessen spoelden er vier of vijf daadwerkelijk aan. In 1943 werd hij daarvoor geridderd, met de bedoeling dat hij het lintje na de oorlog zou ontvangen, maar hij overleed in hetzelfde jaar.

## Figuurlijke flessenpost

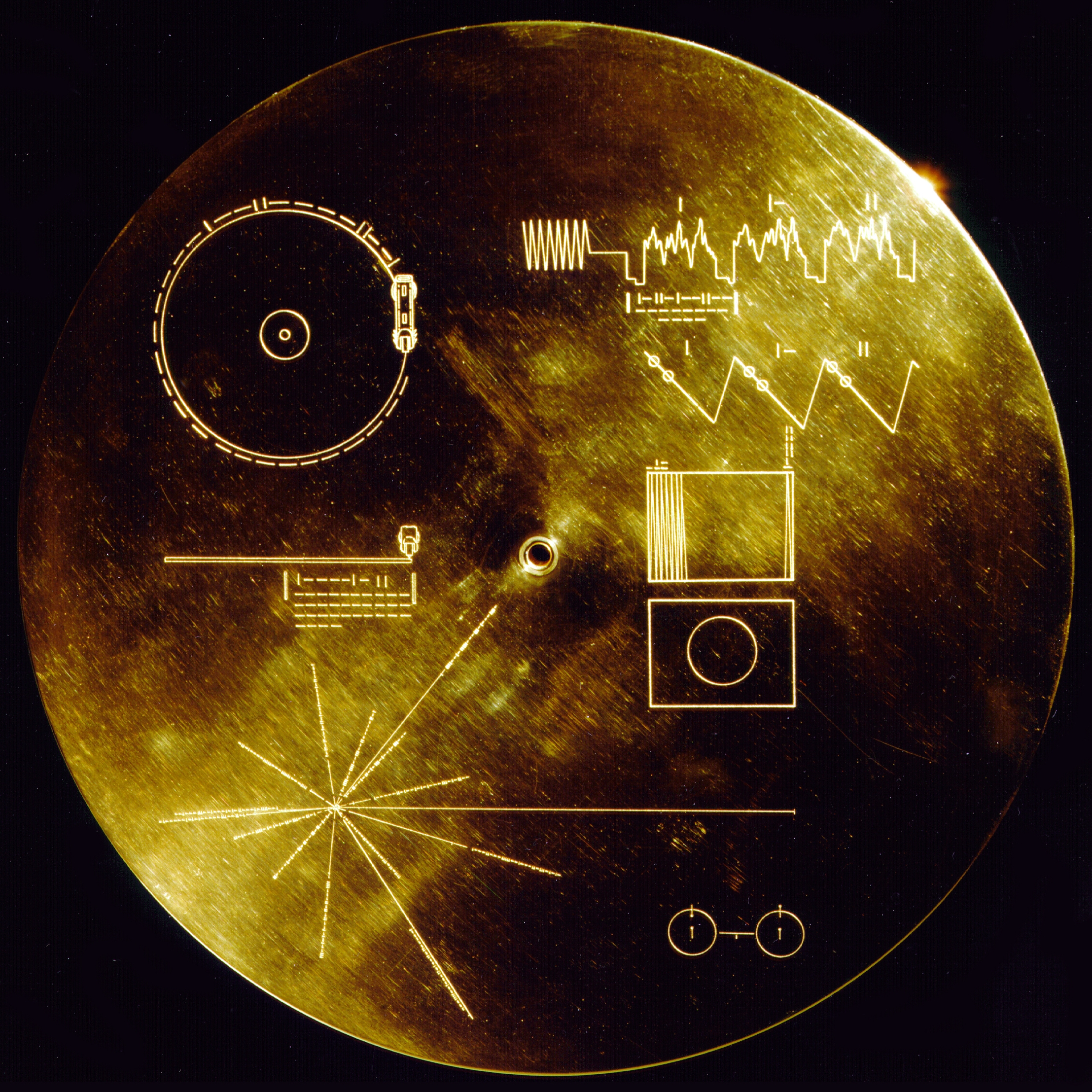
De Voyager Golden Record

In figuurlijke zin wordt het Engelse equivalent van flessenpost, message in a bottle, ook gebruikt als term voor berichten die niet geadresseerd zijn aan een specifieke ontvanger. Zo kan de Voyager Golden Record, de gouden plaat die de ruimtesondes Voyager 1 en Voyager 2 bij zich hebben, ook gezien worden als een vorm van flessenpost. Men hoopt dat de plaat door een buitenaardse beschaving gevonden wordt.

## Records
In 2018 werd in West-Australië een jeneverfles van de Schiedamse brouwerij Daniël Visser & Zonen gevonden. De fles bevatte  een bericht van 12 juni 1886. Met 132 jaar is dit bericht voor zover bekend het langst onderweg geweest voor het gevonden werd. Het werd overboord gegooid van het Duitse zeilschip Paula. Het maakte deel uit van het hierboven genoemde onderzoek naar zeestromingen, waarbij in de loop der jaren meerdere flessen overboord werden gegooid, vandaar dat de coördinaten waar het bericht aan zijn reis begon zijn vermeld. De fles werd gevonden op 990 kilometer afstand vanaf die plek.
Een ander bericht in een fles dreef naar men aanneemt sinds 1906 in zee, tot het in 2015 (109 jaar later) door een toeriste in Amrum werd gevonden.
Een eerder record stond op 99 jaar en 43 dagen. De brief was op 12 juni 1914 per fles gepost en kwam op 25 juli 2013 in handen van een visser.
In 2017 werd in Canada een brief in een fles uit 1912 gevonden van Mathilde Lefebvre, een Frans kind aan boord van de Titanic. Ze zou deze brief daags voor het zinken van het schip en haar eigen dood in zee hebben geworpen. Het gaat mogelijk om een vervalsing.

## Flessenpost in de literatuur en muziek
De literatuur kent vele verhalen waarin flessenpost een rol speelt.
- Een bekend voorbeeld is het korte verhaal van Edgar Allan Poe, MS Found in a Bottle (Manuscript in een fles gevonden); het verhaal van een schipbreuk dat abrupt eindigt op het moment dat het schip waarvan de schrijver opvarende is, in een donderende storm ten onder gaat.
- Ook in het nogal sarcastische gedicht Brief in een flesch gevonden van J. Slauerhoff speelt schipbreuk een belangrijke rol. Met de ondergang in zicht drinkt de dichter zich "een laatste roes", maar zijn verwachting ("Ik ging naar een eerlijk zeemansgraf") blijkt te somber. Met wat andere zeelui raakt hij aan wal, waar hij een paradijselijk leven leidt. Het ontbreekt hen alleen aan shag en jenever. Slauerhoff nam dit gedicht op in twee bundels: Eldorado en Een eerlijk zeemansgraf:

Gij die deez' flesch op 't strand mocht vinden,

Doe in een kist wat drank en tabak

En stuur het met zeestroom en winden

Naar de overlevenden van 't wrak

Der Insulinde.
- Een veel recenter voorbeeld (1963) is Gerard Reves Brief in een fles gevonden, de laatste brief in de bundel Op weg naar het einde. Hoewel de brieftitel aansluit bij de in ellenlange maar heldere zinnen beschreven, zoekende pathetiek van de tekst, is het ditmaal toch niet die tekst zelf die de flessenpost vormt; wel gooit de verteller twee "lege" sterkedrankflessen in zee, waarin hij in twee talen een nieuwe partner heeft "aangevraagd": "Maar geen van beide is gevonden...", waarna de niet-vinder uitvoerig wordt beschreven, zoals hij zich aan de fantasie van de zoekende auteur voordoet.
- De roman Message in a Bottle (Engels voor flessenpost) van Nicholas Sparks werd verfilmd in 1999, onder dezelfde titel.
- De roman De kinderen van kapitein Grant van Jules Verne begint met een aangespoelde fles, waarin de vermiste kapitein een noodkreet heeft verzonden.
- Het Engelse equivalent, Message in a Bottle, was de titel van een single van The Police in 1979.